# Éléments (Euclide)
Pour les articles homonymes, voir Élément.

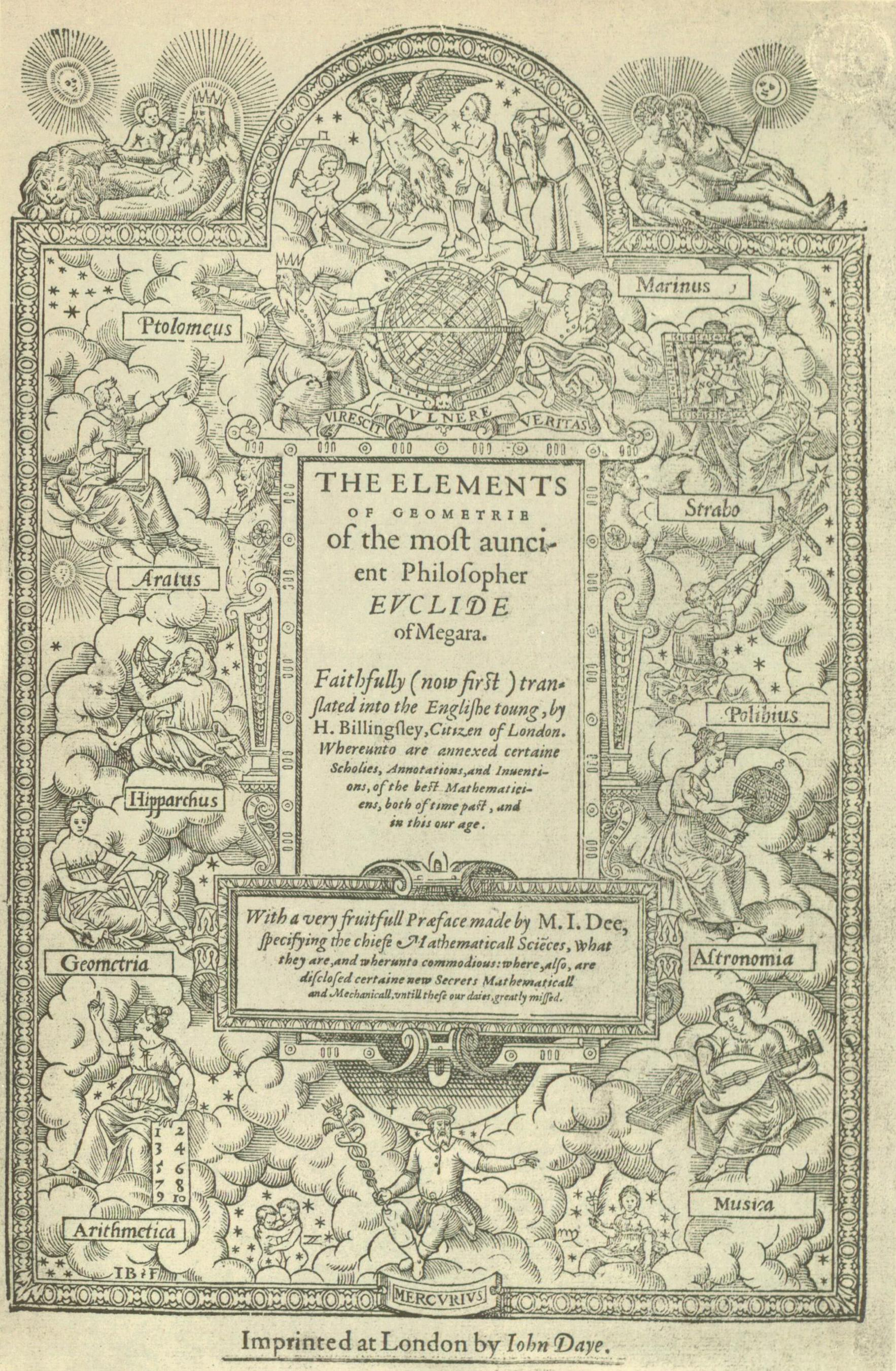
Couverture de la première édition anglaise des Éléments par Henry Billingsley, 1570. Cette page titre fait mention de John Dee et John Day (imprimeur).

Les Éléments (en grec ancien Στοιχεία / stoïkheïa) est un traité mathématique et géométrique, constitué de 13 livres organisés thématiquement, probablement écrit par le mathématicien grec Euclide vers 300 av. J.-C. Il comprend une collection de définitions, axiomes, théorèmes et leur démonstration sur les sujets de la géométrie euclidienne et de la théorie des nombres primitifs.
L'ouvrage est le plus ancien exemple connu d'un traitement axiomatique et systématique de la géométrie et son influence sur le développement de la logique et de la science occidentale est fondamentale. Il s'agit probablement du recueil qui a rencontré le plus de succès au cours de l'Histoire : les Éléments furent l'un des premiers livres imprimés (Venise, 1482) et n'est surpassé que par la Bible pour le nombre d'éditions publiées (largement plus de 1 000). Pendant des siècles, il a fait partie du cursus universitaire standard.

## Principes

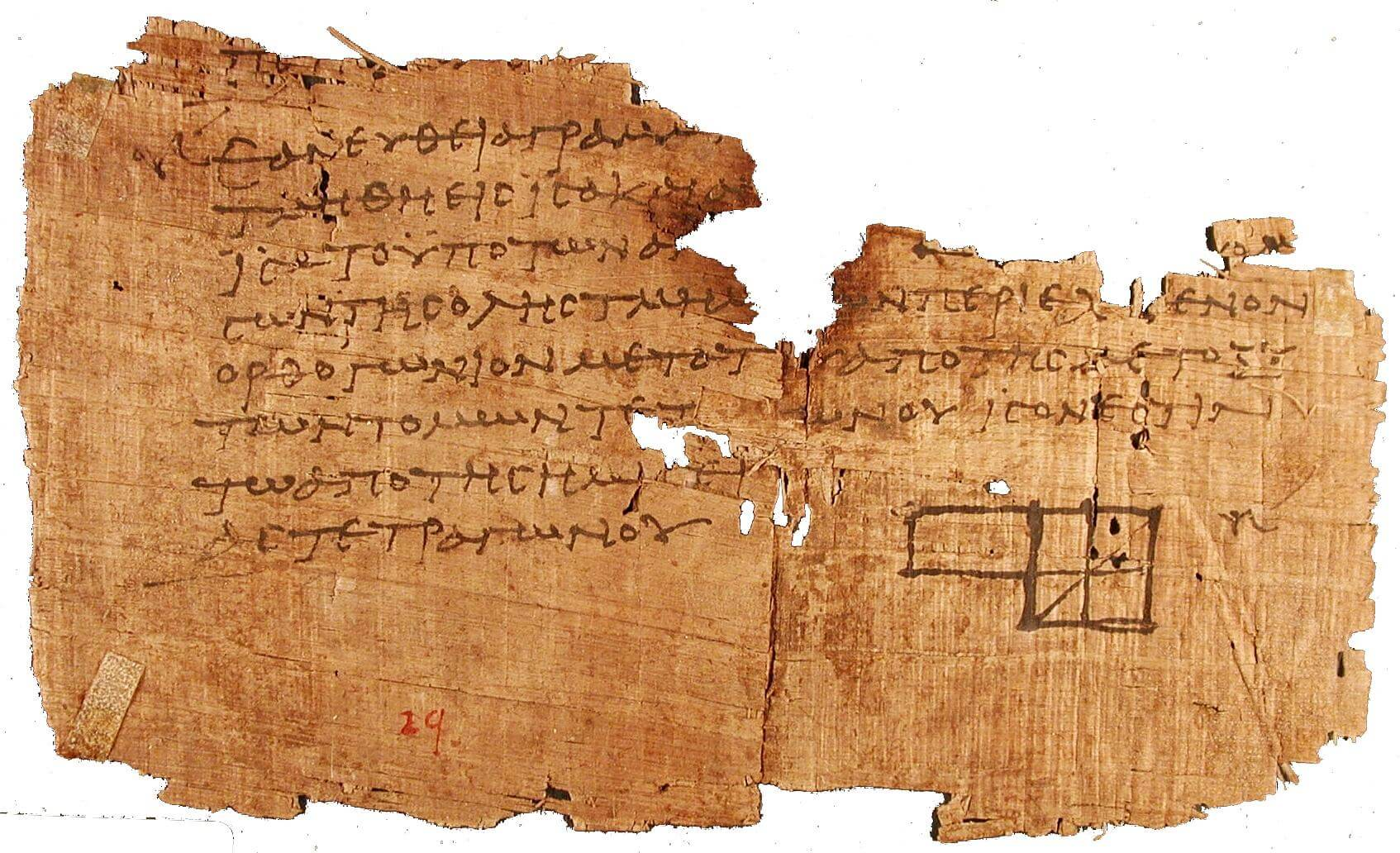
Une des plus anciennes versions connues des Éléments : le P. Oxy. 29 (fragment daté des environs de l'an 300, ou peut-être de l'an 100).

La méthode d'Euclide a consisté à fonder ses travaux sur des définitions, des « demandes » (postulats), des « notions ordinaires » (axiomes) et des propositions (problèmes résolus, au nombre de 470 au total dans les treize livres). Par exemple, le livre I contient 35 définitions (point, ligne, surface, etc.), cinq postulats et cinq notions ordinaires.

### Postulats du livre I
1. Un segment de droite peut être tracé en joignant deux points quelconques.
2. Un segment de droite peut être prolongé indéfiniment en une ligne droite.
3. Étant donné un segment de droite quelconque, un cercle peut être tracé en prenant ce segment comme rayon et l'une de ses extrémités comme centre.
4. Tous les angles droits sont congruents.
5. Si deux lignes droites sont sécantes avec une troisième de telle façon que la somme des angles intérieurs d'un côté est inférieure à deux angles droits, alors ces deux lignes sont forcément sécantes de ce côté.

### Notions ordinaires du livre I
Selon le mathématicien, François Peyrard (1759-1822) et le physicien Leonard Mlodinow (1954-), les notions se reportent ainsi :
1. Deux choses égales à une troisième sont aussi égales entre elles ;
2. Si des grandeurs égales sont ajoutées à d'autres grandeurs également égales entre elles, leurs sommes sont égales ;
3. Si des grandeurs égales sont soustraites à d'autres grandeurs égales, leurs différences sont égales ;
4. Si des grandeurs qui coïncident, s'adaptent avec une autre, elles sont égales entre elles ;
5. Le tout est plus grand que la partie.

## Postérité

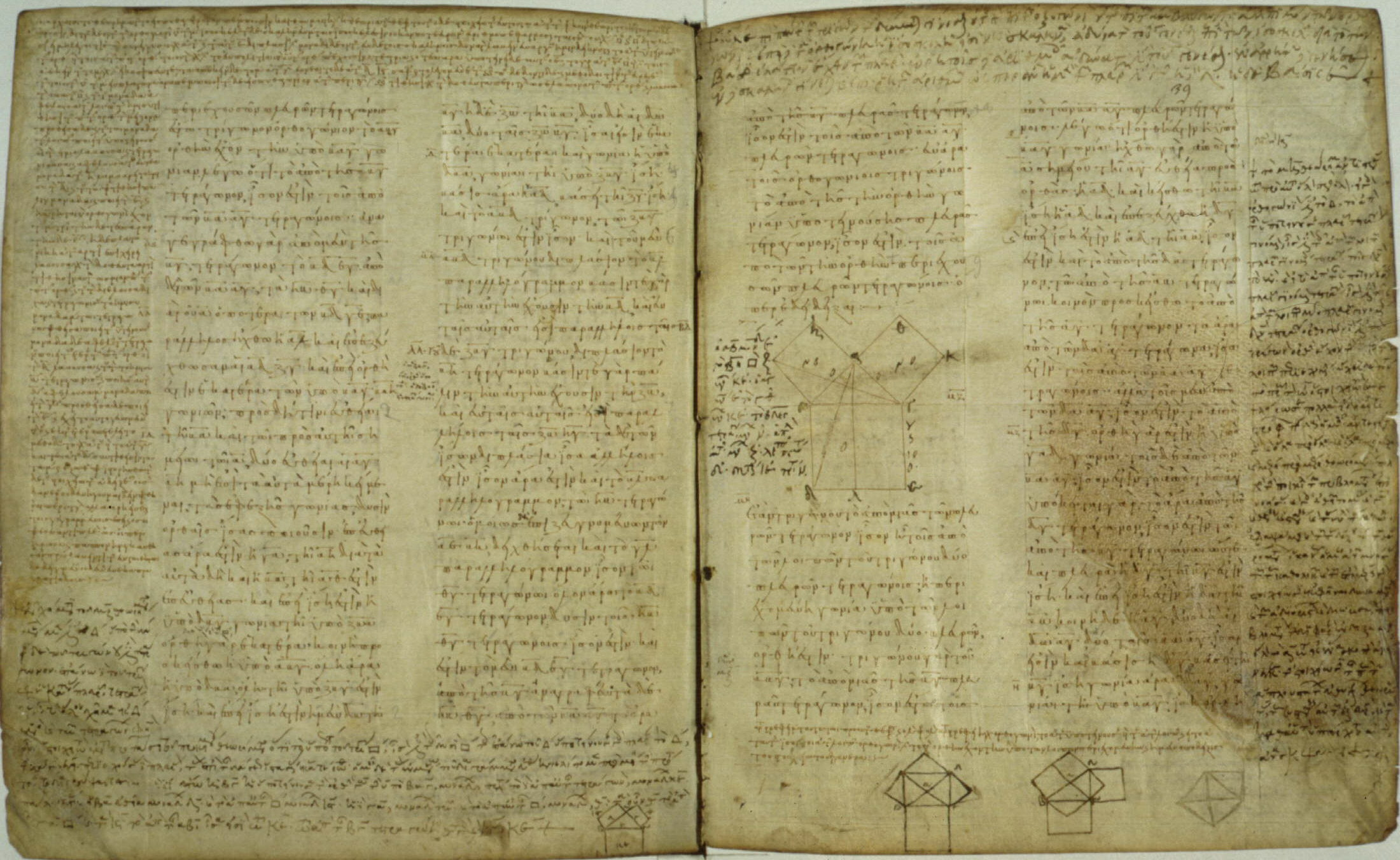
Vaticanus græcus 190.

Le succès des Éléments est dû principalement à sa présentation logique et organisée. L'utilisation systématique et efficace du développement des démonstrations à partir d'un jeu réduit d'axiomes incita à les utiliser comme livre de référence pendant des siècles.
Tout au long de l'Histoire, quelques controverses entourèrent les axiomes et les démonstrations d'Euclide. Néanmoins, les Éléments restent une œuvre fondamentale dans l'histoire des sciences et furent d'une influence considérable. Les scientifiques européens Nicolas Copernic, Johannes Kepler, Galileo Galilei et particulièrement Isaac Newton furent tous influencés par les Éléments et appliquèrent leur connaissance du livre à leurs propres travaux. Certains mathématiciens (Bertrand Russell, Alfred North Whitehead) et philosophes (Baruch Spinoza) ont également tenté d'écrire leurs propres Éléments, des structures déductives axiomatiques appliquées à leurs disciplines respectives.
Des cinq postulats énoncés dans le livre I, le dernier, dont on déduit le postulat des parallèles : « en un point extérieur à une droite, ne passe qu'une unique droite qui lui est parallèle », a toujours semblé moins évident que les autres. Plusieurs mathématiciens soupçonnèrent qu'il pouvait être démontré à partir des autres postulats, mais toutes les tentatives pour ce faire échouèrent. Vers le milieu du XIXe siècle, il fut démontré qu'une telle démonstration n'existe pas, que le cinquième postulat est indépendant des quatre autres et qu'il est possible de construire des géométries non euclidiennes cohérentes à partir de sa négation.

## Histoire

### Les prédécesseurs
Les spécialistes estiment que les Éléments sont en grande partie une compilation de propositions basées sur des ouvrages de mathématiciens grecs antérieurs.
Proclus (412-485), un mathématicien grec qui a vécu environ sept siècles après Euclide, a écrit dans son Commentaire sur le premier livre des Éléments d’Euclide : « Euclide, qui a rassemblé les Éléments, rassemblant de nombreux théorèmes d'Eudoxe, perfectionnant de nombreux théorèmes de Théétète, et apportant également une démonstration irréfutable des choses qui n'avaient été que vaguement prouvées par ses prédécesseurs ».
Pythagore (vers 570-495 av. J.-C.) est probablement à l'origine de la plupart des propriétés des livres I et II, Hippocrate de Chios (vers 470-410 av. J.-C., et non Hippocrate de Kos, mieux connu) du livre III, et Eudoxe de Cnide (vers 408-355 av. J.-C.) du livre V, tandis que les livres IV, VI, XI et XII proviennent probablement d'autres mathématiciens pythagoriciens ou athéniens.

### Transmission du texte
L’ouvrage d’origine, probablement écrit sur des rouleaux de papyrus, a été perdu, comme tous ceux de cette époque. Un ancien manuscrit sur parchemin, un fragment palimpseste dans un manuscrit syriaque, est répertorié London British Library Add. 17211. Il est encore écrit en écriture majuscule et date du VIIe-VIIIe siècle). On peut y lire quelques portions de propositions du Livre X et une du Livre XIII.
Les deux plus anciens manuscrits quasi complets qui nous sont parvenus datent du IXe siècle, après la  translittération byzantine de l'écriture majuscule à l'écriture minuscule. Le Oxford, Bodleian Library, D’Orville 301 est le seul daté : sa copie a été commandée au clerc Stéphane par Aréthas, alors diacre, et achevée en septembre 888 apr. J.-C.,.  
Le Vaticanus græcus 190, copié autour de 830-850, est le seul manuscrit d'importance indépendant de l'édition des Éléments par Théon d'Alexandrie, comme l'a découvert François Peyrard au début du XIXe siècle. Celui-ci l'identifie à Paris parmi les manuscrits dérobés par Gaspard Monge à la bibliothèque vaticane lors de la campagne d’Italie du futur Napoléon Ier. Le manuscrit était probablement présent à la bibliothèque depuis le XVe siècle (et lui fut rendu).
Avant cela, nous disposons d’une part de fragments de papyrus et d’autre part de commentaires, références ou citations faits dans d’autres ouvrages par d’autres auteurs de l’antiquité.
Pour les papyrus, B. Vitrac en répertorie sept dont quatre portent sur le livre 1 ». Le plus célèbre est le Papyrus Oxyrhynchus 29 (75-125 apr. J.-C.), contenant la proposition 5 du livre 2 et un un diagramme non identifié.
B. Vitrac cite aussi le Papyrus Fayûm 9 (IIe siècle), contenant des portions des Propositions (pas de reproduction trouvée sur le net). J. L. Heiberg (voir plus bas), l’éditeur de la version moderne de référence des Éléments, en cite aussi, mais là encore, les références manquent.
Pour les références antiques aux Éléments, le « premier témoin de la tradition indirecte des citations »  est celui contenu dans les fragments du Sur la géométrie de Démétrius Lacon (circa 150-75 av. J.-C.) présents dans le Papyrus Herculanum 1061, (IIe-Ier siècle av. J.-C.) où sont évoquées les propositions 3, 9 et 10 du livre I des Éléments, qui concernent la bissection d’un angle et la bissection d’un segment de droite.
Les autres citations antiques de Euclide (et proches chronologiquement de l’auteur) sont :
- La préface d'Apollonios de Perga au premier livre des Coniques cite Euclide[16]. C’est l’une des plus anciennes sinon la plus ancienne mention du nom d’Euclide écrit B. Vitrac[17].
- Cicéron dans De Oratore, 55 av. J.-C., livre III, chapitre XXXIII écrit : « Num geometriam Euclide aut Archimede » que l'on traduit par « pendant qu’Euclide et Archimède cultivaient la géométrie »[18],[19]. Cette maigre citation prouve qu’au premier siècle avant l’ère commune, Euclide et Archimède étaient les deux références en matière de géométrie dans le bassin méditerranéen.

À partir de là, le texte est revu, corrigé, augmenté (de nouvelles démonstrations, de nouveaux cas de figure), commenté, annoté (ce que l’on appelle les scholies), traduit en latin (Boèce, VIe siècle, mais sa traduction est perdue), en syriaque puis en arabe (avant de revenir en Europe, voir plus bas), et pour les versions grecques, translittérées d’une écriture majuscule à une écriture minuscule.
Les principales modifications volontaires (par opposition aux erreurs de copies et traduction) du texte lors de l’antiquité ont été apportées par :
- Héron d’Alexandrie : « Le candidat […] pour [l’]introduction d’un premier cas additionnel est Héron (Ier siècle) car on sait : (i) qu’il a proposé des altérations au texte des Éléments dans son commentaire (le plus ancien connu de nous), (ii) notamment l’ajout de cas de figures (dans le Livre III) et (iii) qu’il est attentif aux possibilités de renforcer la structure déductive du texte (confer sa version du Livre II) (iv) que les suggestions éditoriales de Héron ont été connues des savants arabophones »[20].
- Pappus d’Alexandrie (début du IVe siècle), auteur des scholies les plus anciennes[21].
- Théon d’Alexandrie qui écrivit une édition augmentée des Éléments, circa 370 (donc fin du IVe siècle). « Nous savons que Théon a ré-édité les Éléments parce qu’il le dit lui-même dans un autre ouvrage, son Commentaire à l’Almageste de Ptolémée, en précisant : "mais que les secteurs des cercles égaux sont l’un à l’autre comme les angles, cela a été démontré par nous dans notre édition des Éléments à la fin du sixième Livre" » [22].

L'ouvrage fut traduit en arabe après avoir été transmis aux Arabes par l'Empire byzantin, autour de 760. Il y eut deux traductions qui semblent indépendantes, l'une due à Al-Ḥajjāj ibn Yūsuf ibn Maṭar, l'autre à Ishaq ibn Hunayn et révisée par Thabit ibn Qurra.
Ensuite, les Éléments furent traduits en latin d'après les textes arabes, par le moine anglais Adélard de Bath au XIIe siècle (1120 à partir de la traduction arabe de Al-Ḥajjāj ibn Yūsuf ibn Maṭar), puis par Herman De Carinthie (1140), par Gerard de Crémone (entre 1120 et 1187, qui semble tenir plutôt compte de la traduction de Ishaq révisée par Thabit), Robert de Chester circa 1251. Ces traductions ont permis à Campanus de Novare d’établir en 1260 une version de référence pour les deux siècles à venir et qui servit de base à la première édition imprimée des Éléments, en latin, en 1482.
Il a été découvert relativement récemment une traduction du grec vers le latin, réalisée au XIIe siècle à Palerme, Sicile, par un étudiant anonyme de Salerne en médecine, venu pour traduire l’Almageste de Claude Ptolémée. Ce manuscrit existe toujours et est presque complet.
À partir du début du XVIe siècle, les savants ont travaillé sur les versions grecques rapatriées de Byzance en Italie, dont les principaux manuscrits ont été cités plus haut. La première édition imprimée en grec des Éléments date de 1533. Le plus grand spécialiste des Éléments d’Euclide, J. L. Heiberg, a utilisé principalement les textes grecs pour réaliser la meilleure édition critique du texte entre 1883 et 1888. Le débat sur la supériorité des manuscrits grecs par rapport aux ouvrages traduits de l’arabe vers le latin est un sujet d’étude actuel.
Malgré la perte des manuscrits originaux et les nombreux travestissements qu’a connu ce texte au fil de l’histoire, les spécialistes estiment que l’édition critique des Éléments de J. L. Heiberg (1883-1888) est fidèle à l’originale.

## Axiomatisation ultérieure
Les mathématiciens remarquèrent au fil du temps que les démonstrations d'Euclide nécessitaient des hypothèses additionnelles, non spécifiées dans le texte original, par exemple ce qui est devenu l'axiome de Pasch. David Hilbert a donné en 1899 un développement axiomatique de la géométrie euclidienne du plan et de l'espace dans ses Grundlagen der Geometrie (Les fondements de la géométrie), les axiomes sont explicités, et présentés de façon organisée. Hilbert dégage notamment le rôle des axiomes de parallélisme (structure affine), d'ordre et d'incidence (structure projective) et d'orthogonalité (structure « euclidienne »).

## Livres
Les Éléments sont organisés comme suit.
- Les livres I à IV traitent de géométrie plane :
  - le livre I énonce les propriétés de base de la géométrie : théorème de Pythagore, égalités angulaires et d'aires et parallélisme, somme des angles du triangle, les trois cas d'égalité des triangles,
  - le livre II est couramment nommé livre de l'algèbre géométrique, parce qu'il est un livre de géométrie facile à interpréter comme de l'algèbre, ce qu'il n'est pas exactement mais il a été compris et utilisé en mathématiques arabes pour l'algèbre. En particulier, les théorèmes qu'il énonce correspondent en grande partie à nos identités remarquables. Un cas particulier d'un problème correspondant à une équation du second degré est également donné,
  - le livre III traite du cercle et de ses propriétés : angle inscrit, puissance d'un point, tangente ;
  - le livre IV s'occupe de l'inscription et de la circonscription de triangles ou de polygones réguliers dans le cercle.
- Les livres V et VI traitent de proportion et de similitude (figures semblables) :
  - le livre V est le traité des proportions de grandeurs,
  - le livre VI est celui de l'application des proportions à la géométrie plane : théorème de Thalès, figures semblables.
- Les livres VII à IX sont consacrés à l'arithmétique :
  - le livre VII est consacré à l'arithmétique : divisibilité, nombres premiers, PGCD, PPCM,
  - le livre VIII traite de proportions continues de nombres entiers, c'est-à-dire de suites finies de nombres en progression géométrique,
  - Le livre IX applique les précédents : infinité des nombres premiers, somme d'une suite géométrique, nombres parfaits.
- Le livre X étudie l'irrationnalité d'une point de vue géométrique :
  - il définit les notions de commensurabilité et d'incommensurabilité entre grandeurs géométriques, puis celles, relatives à une longueur de référence, de grandeur exprimable et irrationnelle (qui ne correspond qu'imparfaitement à notre notion de nombre irrationnel),
  - il poursuit par une classification de certaines grandeurs irrationnelles. La démonstration de l'irrationalité de √2, que l'on trouve à la fin de certaines éditions anciennes, est considérée comme une interpolation tardive depuis au moins la fin du XIXe siècle.
- Les livres XI à XIII traitent de géométrie dans l'espace :
  - le livre XI généralise dans l'espace les livres I à VI : perpendicularité, parallélisme, volumes de parallélépipèdes,
  - le livre XII compare ou calcule des aires et volumes en utilisant la méthode d'exhaustion : disque, cônes, pyramides, cylindres et sphère,
  - le livre XIII est la généralisation du livre IV dans l'espace : section dorée, les cinq polyèdres réguliers inscrits dans une sphère.

Deux livres apocryphes sont consacrés aux cinq corps platoniciens, qu'une partie de la tradition ancienne associe aux Éléments sous les noms de « livre XIV » et « livre XV ». Ils sont donnés comme les livres I et II d'Hypsiclès et traduits par François Peyrard à la fin du dernier volume de son édition des œuvres d'Euclide. Heath les donne en annexe de sa traduction.
- Le « livre XIV » est dû à Hypsiclès. Il donne des rapports entre surfaces et entre volumes pour un dodécaèdre et un icosaèdre inscrits dans une même sphère, résultats probablement dus à Apollonius[28].
- Le « livre XV » est de qualité très inférieure[28],[30]. Son auteur se réfère à un certain Isidore, qui pourrait être Isidore de Milet, ce qui renvoie sa composition au VIe siècle[28].

#### Éditions
- Johan Ludvig Heiberg (éd.) et Heinrich Menge (éd.), Euclidis Opera omnia, Leipzig, Teubner, 1883–1916 (lire en ligne), huit volumes. 
Édition de référence d’Euclide en grec. Elle Inclut une traduction en latin à côté du texte grec et contient tous les écrits connus (y compris ceux d’attribution douteuse), ainsi que plusieurs commentaires par des auteurs anciens. les Éléments font l'objet des volumes I (livres I à IV), II (livres V à IX), III (livre X) et IV (livres XI à XII). Le volumes V regroupe les deux livres apocryphes XIV et XV.
- Édition trilingue de François Peyrard, qui prend en compte le manuscrit 190 de la bibliothèque du Vatican. Le texte retenu ne correspond pas toujours à celui de l'édition Heiberg-Menge, aussi la numérotation des définitions et propositions peut diverger.
  - Euclide (trad. François Peyrard), Les œuvres d'Euclide, en grec, en latin et en français : d'après un manuscrit très-ancien qui était resté inconnu jusqu'à nos jours, vol. 1, Paris, M. Patris, 1814 (lire en ligne), livres I à VII des Éléments ;
  - Euclide (trad. François Peyrard), Les œuvres d'Euclide, en grec, en latin et en français : d'après un manuscrit très-ancien qui était resté inconnu jusqu'à nos jours, vol. 2, Paris, M. Patris, 1816 (lire en ligne), livres VIII à X des Éléments ;
  - Euclide (trad. François Peyrard), Les œuvres d'Euclide : en grec, en latin et en français : d'après un manuscrit très-ancien qui était resté inconnu jusqu'à nos jours, vol. 3, Paris, M. Patris, 1818 (lire en ligne), livres XI à XIII des Éléments (suivis des Données d'Euclide, et de deux livres sur les cinq corps attribués à Hypsiclès, anciennement livres XIV et XV (voir ci-dessus) ;

#### Traductions

##### Français
- Euclide, Les Éléments, introduction de Maurice Caveing, traduction, commentaires et notes de Bernard Vitrac [détail des éditions], traduction du texte de l'édition de référence Heiberg-Menge.
- Euclide (trad. François Peyrard), Les œuvres d'Euclide, Paris, 1819, nouveau tirage ave une préface de Jean Itard, éd. Albert Blanchard 1993 ; l'édition de 1819 reprend le texte français de son édition trilingue parue en trois tomes en 1814, 1816 et 1818 ; Peyrard prend en compte pour sa traduction le manuscrit 190 de la bibliothèque du Vatican, dont il ne disposait pas encore pour sa traduction partielle de 1804.
- Les élémens de géométrie d'Euclide , traduits littéralement et suivis d'un Traité du cercle, du cylindre, du cône et de la sphère, de la mesure des surfaces et des solides, avec des notes, par F. Peyrard, F. Louis (Paris), 1804, traduction par F. Peyrard des livres I, II, III, IV, VI, XI et XII ; Peyrard ne disposait pas encore du manuscrit 190 de la bibliothèque du Vatican pour cette traduction :
  - texte et figures en ligne sur Gallica.
  - numérisé au format texte sur le site L'antiquité grecque et latine du moyen âge de Philippe Remacle et al.
- Les quinze livres des éléments géométriques d'Euclide plus le livre des donnez du mesme Euclide aussi traduict en françois par ledit Henrion, et imprimé de son vivant traduction de Denis Henrion, 1632, lire en ligne sur Gallica.

##### Anglais
- Traduction de l'édition Heiberg-Menge par Thomas Heath avec introduction et commentaires, 1908 (2nd édition 1926), les deux éditions sont accessibles sur wilbourhall.org, la seconde édition des trois volumes a été réimprimée en 1956 par Dover Publications, New York ;
  - (en) Thomas L. Heath, The Thirteen Books of Euclid's Elements, vol. 1. Books I and II, Cambridge University Press, 1926, 2e éd. (1re éd. 1908) ;
  - (en) Thomas L. Heath, The Thirteen Books of Euclid's Elements, vol. 2. Books III to IX, Cambridge University Press, 1926, 2e éd. (1re éd. 1908) ;
  - (en) Thomas L. Heath, The Thirteen Books of Euclid's Elements, vol. 3. Books X to XIII and Appendix, Cambridge University Press, 1926, 2e éd. (1re éd. 1908).

#### Études
- Maurice Caveing, « Introduction générale », dans Euclide, Les Éléments, Volume 1, Paris, PUF, 1990, 531 p. (ISBN 2-13-043240-9), p. 13-148.
- Charles Mugler, « Sur l'histoire de quelques définitions de la géométrie grecque et les rapports entre la géométrie et l'optique (Première partie) », L'Antiquité classique, vol. 26, no 2,‎ 1957, p. 331-345 (lire en ligne, consulté le 30 janvier 2020)
- Charles Mugler, « Sur l'histoire de quelques définitions de la géométrie grecque et les rapports entre la géométrie et l'optique (suite) », L'Antiquité classique, vol. 27, no 1,‎ 1958, p. 76-91 (lire en ligne, consulté le 30 janvier 2020).
- (en) Menso Folkerts, The Development of Mathematics in Medieval Europe: The Arabs, Euclid, Regiomontanus, Routledge & CRC Press, 2006 (ISBN 9780860789574).